# Edward Hutton (Offizier)
Sir Edward Thomas Henry Hutton (* 6. Dezember 1848 in Torquay; † 4. August 1923 in Chertsey) war ein britischer Offizier.

## Leben
Hutton besuchte das Eton College und trat 1867 in das King’s Royal Rifle Corps ein. Er nahm 1879 am Zulukrieg, 1880–81 am Ersten Burenkrieg, 1882 am Britisch-Ägyptischen Krieg und 1884–85 an der Gordon Relief Expedition teil. Er stieg in dieser Zeit zum Major auf und kommandierte von 1888 bis 1892 in England die berittene Infanterie. Als redegewandter Armeereformer zählte er zum Kreis um Viscount Wolseley.
1889 wurde er zum Oberstleutnant befördert und heiratete Eleanor Mary aus dem Haus des Marquess of Winchester. 1892 wurde er Adjutant der Queen Victoria in Rang eines Obersten, 1893 wurde er als Generalmajor Kommandeur der New South Wales Military Forces, deren  Reform er trotz finanzieller Einschränkungen vorantrieb.
1898 ging Hutton als Kommandeur der Canadian Militia nach Ottawa. Sein politisches Engagement führte zu Konflikten mit der kanadischen Regierung, und Hutton übernahm im Zweiten Burenkrieg eine berittene Brigade aus australischen, neuseeländischen, kanadischen und britischen Einheiten.
1901 wurde er als Knight Commander des Order of St Michael and St George geadelt und von der ersten gesamtaustralischen Regierung beauftragt, aus den verschiedenen Kolonialstreitkräften des Landes eine nationale Armee zu formen. Trotz erheblicher politischer Probleme – es gab in drei Jahren vier Premierminister und sechs Verteidigungsminister, und Hutton war bei der Verfolgung seiner Ziele oft sehr undiplomatisch – gelangten ihm hier wesentliche Fortschritte, so dass er als erster Organisator der australischen Armee gilt. Zu den Offizieren, die er förderte und die seine Arbeit fortsetzten, zählen W. T. Bridges, Harry Chauvel und Brudenell White.
Nach seiner Rückkehr nach Großbritannien Ende 1904 wurde Hutton General Officer Commanding der 3rd Division. 1905 übernahm er einen Posten in der Verwaltung des Eastern Command und wurde 1907 zum Generalleutnant befördert und deaktiviert. 1912 wurde er als Knight Commander in den Order of the Bath aufgenommen. Im Ersten Weltkrieg führte er von 1914 bis April 1915 die 21st Division, eine der neuaufgestellten Divisionen der New Army.